# Leptodermis buxifolia
Leptodermis buxifolia är en måreväxtart som beskrevs av Hsien Shui Lo. Leptodermis buxifolia ingår i släktet Leptodermis och familjen måreväxter. Inga underarter finns listade i Catalogue of Life.